# Alexis (Caroline du Nord)
Pour les articles homonymes, voir Alexis.
Alexis est une census-designated place située dans le comté de Gaston, dans l’État de Caroline du Nord, aux États-Unis. Lors du recensement de 2020, elle comptait 589 habitants.